# Крюки 1
Крюки 1 — бывшая деревня в Горайской волости Островского района Псковской области.
Расположена в 18 км к юго-востоку от города Остров на территории волостного центра, села Крюки (севернее бывшей деревни Крюки 2).
Численность населения деревни по состоянию на 2000 год составляла 57 жителей., по данным переписи населения 2002 года — 22 жителя.
До 2005 года деревни Крюки 1 и Крюки 2 находились на территории Бережанской волости. 3 июня 2010 года Горайская волость была объединена с Синерецкой волостью и частью Бережанской волости, а новый административный центр укрупнённой Горайской волости был перенесён в село Крюки, которое объединило бывшие деревни Крюки 1 и Крюки 2.